# Dean Burk

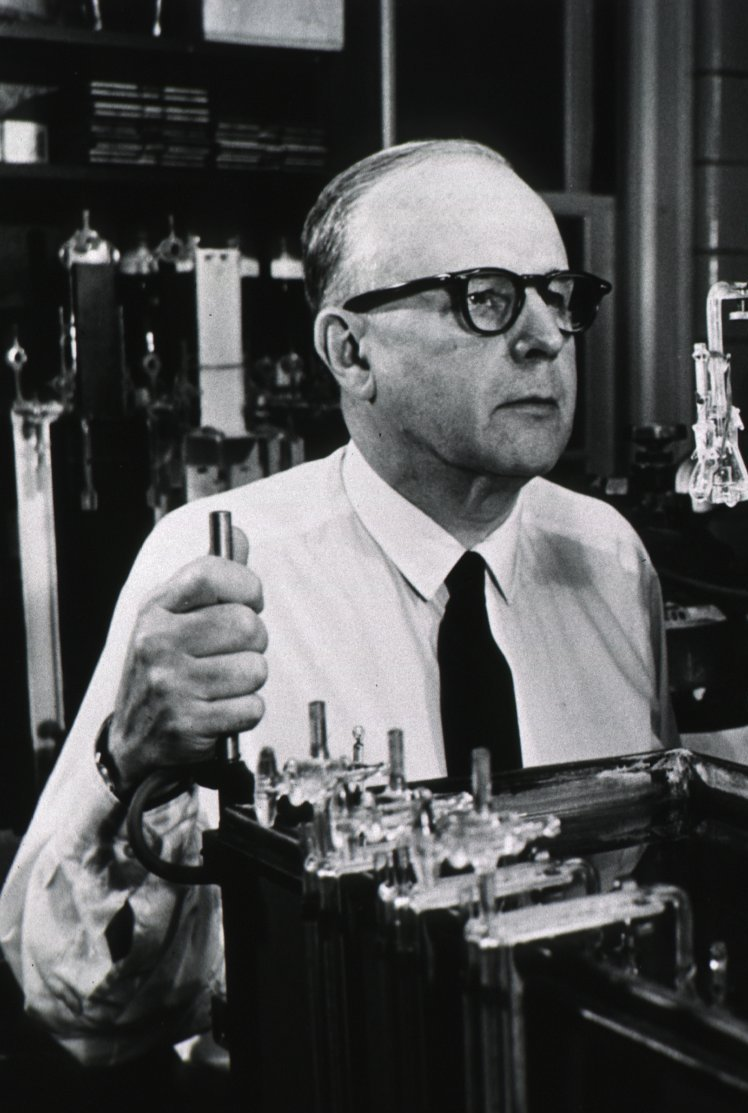

Dean Burk (* 21. März 1904; † 6. Oktober 1988) war ein US-amerikanischer Biochemiker, der unter anderem für die Mitentdeckung des Biotins und der Mitentwicklung der Magnetresonanztomographie (MRI) bekannt ist.
Mit 15 Jahren ging er an die University of California, Davis, ein Jahr später wechselte er an die University of California, Berkeley, wo er 1923 seinen B.S. in Entomologie machte. Vier Jahre später erhielt er seinen Ph.D. in Biochemie.
In der Krebsforschung tätig arbeitete er mit Otto Meyerhof und Otto Warburg am Kaiser-Wilhelm-Institut in Berlin und später in den USA am National Cancer Institute.  1934 entwickelte er zusammen mit Hans Lineweaver das  Lineweaver-Burk-Diagramm als Analysemethode in der Enzymkinetik.
Im Laufe seiner Karriere übersetzte Burk etliche Arbeiten seines Mentors Otto Warburg ins Englische und publizierte über 250 wissenschaftliche Artikel. Zuletzt erregte er Aufmerksamkeit durch eine epidemiologische Studie über Zusammenhänge zwischen Krebssterblichkeit und Trinkwasserfluoridierung in amerikanischen Zentralstädten.